# Økonomi (uddannelse)
Økonomi er en uddannelse/ uddannelsesretning, der udbydes på flere danske universiteter, der modsat de erhvervsøkonomiske uddannelser, Erhvervsvidenskabelig Afgangseksamen (HA), der bl.fl. udbydes på Handelshøjskolen i København, beskæftiger sig med, hvad der på engelsk kaldes Economics i stedet for Business.

## Københavns Universitet
Kandidater fra Københavns Universitet har valgfrihed mellem titler cand.polit. og cand.oecon. Polit-titlen beholdt man her af historiske årsager.
Kandidater i økonomi fra andre danske universiteter betegnes cand.oecon. I modsætning til hvad der ofte antages, er der med cand.polit. ikke nødvendigvis tale om en nationaløkonomisk kandidat, da man også kan skrive speciale og have valgfag inden for f.eks. finansiering. Studiet er i modsætning til de øvrige universitetsuddannelser i økonomi ikke inddelt i forskellige linjer, som f.eks. driftsøkonomi og nationaløkonomi, men tilbyder en bred vifte af valgfag inden for økonomi og statistik. Derudover er der også mulighed for at tage fag på fx Handelshøjskolen i København eller Institut for Matematiske Fag på Københavns Universitet. Den engelske betegnelse for graden cand.polit. er Master of Science (MSc) in Economics.
Studiet blev oprettet ved Københavns Universitet i 1848. Før august 1998 kaldtes det statsvidenskab – ej at forveksle med statskundskab.